# 고세민
고세민(1982년 3월 20일 ~ )은 대한민국의 축구 선수이며 포지션은 미드필더이다.